# Dictis uncata
Espèce
Dictis uncata est une espèce d'araignées aranéomorphes de la famille des Scytodidae.

## Distribution
Cette espèce est endémique du Yunnan en Chine,. Elle se rencontre vers Dali.

## Description
Le mâle holotype mesure 3,70 mm et la femelle paratype 4,21 mm.

## Systématique et taxinomie
Cette espèce a été décrite par Wu, Zhang, Zhang et Yang en 2023.

## Publication originale
- Wu, Zhang, Zhang & Yang, 2023 : « A new species of the genus Dictis L. Koch, 1872 (Araneae: Scytodidae) from China. » Acta Arachnologica Sinica, vol. 32, no 2, p. 102-105.